# Filmografia lui Denzel Washington
Aceasta este filmografia completă a actorului Denzel Washington de-a lungul întregii sale vieți. Washington a câștigat două Premii Oscar.

## Filmografie

### Film
| An   | Film                                                | Rol                                     | Note |
| ---- | --------------------------------------------------- | --------------------------------------- | --- |
| 1974 | Death Wish                                          | Street Thug                             | Nem.; debut pe marele ecran |
| 1977 | Wilma                                               | Robert Eldridge                         | Film TV |
| 1979 | Coriolanus                                          | Aedile/Roman Citizen                    | (video) |
| 1981 | Carbon Copy (Copie la indigo)                       | Roger Porter                            | |
| 1982 | License to Kill                                     | Martin Sawyer                           | Film TV |
| 1984 | A Soldier's Story (Povestea unui soldat)            | Pfc. Melvin Peterson                    | |
| 1984 | The George McKenna Story                            | George McKenna                          | Titlu în SUA – Hard Lessons, Film TV |
| 1986 | Power (Profesionistul puterii)                      | Arnold Billings                         | NAACP Image Award for Outstanding Supporting Actor in a Motion Picture |
| 1987 | Cry Freedom (Strigătul libertății)                  | Steve Biko                              | Nominalizare – Academy Award for Best Supporting Actor Nominalizare – Golden Globe Award for Best Actor – Motion Picture Drama |
| 1989 | The Mighty Quinn (Marele Quinn)                     | Xavier Quinn                            | |
| 1989 | For Queen and Country                               | Reuben James                            | Festival du Film Policier de Cognac Award for Best Actor |
| 1989 | Glory                                               | Pvt. Trip                               | Academy Award for Best Supporting Actor Golden Globe Award for Best Supporting Actor – Motion Picture NAACP Image Award for Outstanding Supporting Actor in a Motion Picture Kansas City Film Critics Circle Award for Best Supporting Actor Nominalizare – Chicago Film Critics Association Award for Best Supporting Actor Nominalizare – National Society of Film Critics Award for Best Supporting Actor Nominalizare – New York Film Critics Circle Award for Best Supporting Actor |
| 1990 | Heart Condition (Slab de inimă)                     | Napoleon Stone                          | |
| 1990 | Mo' Better Blues (Totul pentru Blues)               | Bleek Gilliam                           | |
| 1991 | Ricochet (Înscenarea)                               | Nicholas Styles                         | |
| 1992 | Mississippi Masala                                  | Demetrius Williams                      | NAACP Image Award for Outstanding Actor in a Motion Picture |
| 1992 | Malcolm X                                           | Malcolm X                               | Chicago Film Critics Association Award for Best Actor Kansas City Film Critics Circle Award for Best Actor MTV Movie Award for Best Performance - Male NAACP Image Award for Outstanding Actor in a Motion Picture New York Film Critics Circle Award for Best Actor Silver Bear for Best Actor – 43rd Berlin International Film Festival. Southeastern Film Critics Association Award for Best Actor Nominalizare – Academy Award for Best Actor Nominalizare – Golden Globe Award for Best Actor – Motion Picture Drama |
| 1993 | Much Ado About Nothing (Mult zgomot pentru nimic)   | Don Pedro of Aragon                     | |
| 1993 | The Pelican Brief (Dosarul Pelican)                 | Gray Grantham                           | Nominalizare – MTV Movie Award for Most Desirable Male |
| 1993 | Philadelphia                                        | Joe Miller                              | Nominalizare – MTV Movie Award for Best On-Screen Duo împărțit cu Tom Hanks |
| 1995 | Crimson Tide (Valul ucigaș)                         | Lt. Commander Ron Hunter                | NAACP Image Award for Outstanding Actor in a Motion Picture Nominalizare – MTV Movie Award for Best Performance - Male, Primul colaborare la un film a producătorului Jerry Bruckheimer și a regizorului Tony Scott. |
| 1995 | Virtuosity (Virtuozitate)                           | Lt. Parker Barnes                       | |
| 1995 | Devil in a Blue Dress (Diavolul în rochie albastră) | Easy Rawlins                            | Nominalizare – Chicago Film Critics Association Award for Best Actor |
| 1996 | Courage Under Fire                                  | Lt. Colonel Nathaniel Serling           | NAACP Image Award for Outstanding Actor in a Motion Picture Lone Star Film & Television Award for Best Actor Southeastern Film Critics Association Award for Best Actor Nominalizare – Chicago Film Critics Association Award for Best Actor |
| 1996 | The Preacher's Wife (Dragoste de înger)             | Dudley                                  | |
| 1998 | Fallen (Demonii printre noi)                        | Detectiv John Hobbes                    | |
| 1998 | He Got Game (Să înceapă jocul)                      | Jake Shuttlesworth                      | Nominalizare – Acapulco Black Film Festival Award for Best Actor Nominalizare – NAACP Image Award for Outstanding Actor in a Motion Picture |
| 1998 | The Siege (Stare de asediu)                         | Agent Special Anthony 'Hub' Hubbard FBI | |
| 1999 | The Bone Collector (Colecționarul de oase)          | Lincoln Rhyme                           | |
| 1999 | The Hurricane (Carter, zis „Uraganul”)              | Rubin "Hurricane" Carter                | Golden Globe Award for Best Actor – Motion Picture Drama Black Reel Award for Best Actor NAACP Image Award for Outstanding Actor in a Motion Picture Silver Bear for Best Actor Nominalizare – Academy Award for Best Actor Nominalizare – Chicago Film Critics Association Award for Best Actor Nominalizare – Satellite Award for Best Actor - Motion Picture Drama Nominalizare – Screen Actors Guild Award for Outstanding Performance by a Male Actor in a Leading Role |
| 2000 | Remember the Titans (Titanii)                       | Antrenor Herman Boone                   | BET Award for Best Actor Black Reel Award for Best Actor NAACP Image Award for Outstanding Actor in a Motion Picture Nominalizare – Satellite Award for Best Actor - Motion Picture Drama |
| 2000 | The Loretta Claiborne Story                         | Rolul său                               | |
| 2001 | Training Day (Zi de instrucție)                     | Detectiv Alonzo Harris                  | Academy Award for Best Actor American Film Institute Award for Actor of the Year – Male – Movies Black Reel Award for Best Actor Boston Society of Film Critics Award for Best Actor Kansas City Film Critics Circle Award for Best Actor Los Angeles Film Critics Association Award for Best Actor MTV Movie Award for Best Villain NAACP Image Award for Outstanding Actor in a Motion Picture Nominalizare – Chicago Film Critics Association Award for Best Actor Nominalizare – Golden Globe Award for Best Actor – Motion Picture Drama Nominalizare – Online Film Critics Society Award for Best Actor Nominalizare – Satellite Award for Best Actor - Motion Picture Drama Nominalizare – Screen Actors Guild Award for Outstanding Performance by a Male Actor in a Leading Role |
| 2002 | John Q                                              | John Quincy Archibald                   | Nominalizare – Black Reel Award for Best Actor NAACP Image Award for Outstanding Actor in a Motion Picture |
| 2002 | Antwone Fisher                                      | Dr. Jerome Davenport                    | Și regizor/producător Black Reel Award for Best Director NAACP Image Award for Outstanding Supporting Actor in a Motion Picture Producers Guild of America Stanley Kramer Award Washington D.C. Area Film Critics Association Award for Best Director Nominalizare – Black Reel Award for Best Supporting Actor Nominalizare – Phoenix Film Critics Society Award for Best Director Nominalizare – Satellite Award for Best Director |
| 2003 | Out of Time (Contratimp)                            | Șeful poliției Matthias Lee Whitlock    | Nominalizare – Black Reel Award for Best Actor Nominalizare – NAACP Image Award for Outstanding Actor in a Motion Picture |
| 2004 | Man on Fire (Pus pe jar)                            | John Creasy                             | Nominalizare – NAACP Image Award for Outstanding Actor in a Motion Picture |
| 2004 | The Manchurian Candidate (Candidatul altora)        | Maior Ben Marco                         | |
| 2006 | Inside Man (Omul din interior)                      | Detectiv Keith Frazier                  | Nominalizare – Black Movie Award for Outstanding Performance by an Actor in a Leading Role Nominalizare – Black Reel Award for Best Actor Nominalizare – NAACP Image Award for Outstanding Actor in a Motion Picture |
| 2006 | Déjà Vu (Dincolo de trecut)                         | Agent Special Doug Carlin               | |
| 2007 | Gangster american                                   | Frank Lucas                             | Nominalizare – Golden Globe Award for Best Actor – Motion Picture Drama Nominalizare – MTV Movie Award for Best Performance - Male Nominalizare – MTV Movie Award for Best Villain Nominalizare – Satellite Award for Best Actor - Motion Picture Drama Nominalizare – Screen Actors Guild Award for Outstanding Performance by a Cast in a Motion Picture |
| 2007 | The Great Debaters (La început a fost cuvântul)     | Melvin B. Tolson                        | Și regizor Christopher Award for Best Feature Film NAACP Image Award for Outstanding Actor in a Motion Picture Nominalizare – NAACP Image Award for Outstanding Director |
| 2009 | The Taking of Pelham 123 (S-a furat un tren 123)    | Walter Garber                           | |
| 2010 | The Book of Eli (Cartea lui Eli)                    | Eli                                     | Și producător Nominalizare – Premiul Saturn pentru cel mai bun actor |
| 2010 | Unstoppable (De neoprit)                            | Frank Barnes                            | Ultimul film cu regizorul Tony Scott |
| 2012 | Safe House (Casa conspirativă)                      | Tobin Frost                             | Nominalizare – BET Award for Best Actor |
| 2012 | Flight (Zborul)                                     | Captain William "Whip" Whitaker, Sr.    | African-American Film Critics Association Award for Best Actor Black Reel Award for Best Actor NAACP Image Award for Outstanding Actor in a Motion Picture Nominalizare – Premiul Oscar pentru cel mai bun actor Nominalizare – AACTA International Award for Best Actor Nominalizare – Houston Film Critics Society for Best Actor Nominalizare – Online Film Critics Society Award for Best Actor Nominalizare – Screen Actors Guild Award for Outstanding Performance by a Male Actor in a Leading Role Nominalizare – St. Louis Gateway Film Critics Association Award for Best Actor Nominalizare – Broadcast Film Critics Association Award for Best Actor Nominalizare – Chicago Film Critics Association Award for Best Actor Nominalizare – Dallas-Fort Worth Film Critics Association Award for Best Actor Nominalizare – Premiul Globul de Aur pentru cel mai bun actor (dramă) Nominalizare – Premiul Satellite pentru cel mai bun actor Nominalizare – Washington D.C. Area Film Critics Association Award for Best Actor |
| 2013 | 2 Guns (2 pistoale)                                 | Robert "Bobby" Trench                   | |
| 2014 | Equalizer                                           | Robert McCall                           | Adaptare a serialului TV The Equalizer |
| 2016 | The Magnificent Seven                               | Sam Chisolm                             | |
| 2016 | Fences                                              | Troy Maxson                             | |
| 2017 | Roman J. Israel, Esq.                               | Roman J. Israel                         | |
| 2018 | The Equalizer 2                                     | Robert McCall                           | |
| 2021 | The Little Things                                   | Joe „Deke” Deacon                       | |
| 2021 | The Tragedy of Macbeth                              | Lord Macbeth                            | |

### Teatru
| An   | Piesă               | Rol                    | Note                                |
| ---- | ------------------- | ---------------------- | ----------------------------------- |
| 1990 | Richard III         | Richard III of England |                                     |
| 2005 | Julius Caesar       | Marcus Brutus          |                                     |
| 2010 | Fences              | Troy Maxson            | Tony Award for Best Actor in a Play |
| 2014 | A Raisin in the Sun | Walter Lee Younger     |                                     |

### Televiziune
| An        | Emisiune      | Rol                 | Note                        |
| --------- | ------------- | ------------------- | --------------------------- |
| 1982-1988 | St. Elsewhere | Dr. Philip Chandler | Rol principal, 137 episoade |

## Legături externe
- Filmografia lui Denzel Washington la Internet Movie Database